# جيف كوري
جيف كوري (بالإنجليزية: Jeff Corey)‏ مواليد 10 أغسطس 1914 في بروكلين، نيويورك، الولايات المتحدة - الوفاة 16 أغسطس 2002 في سانتا مونيكا، الولايات المتحدة، هو ممثل ومخرج أمريكي بدأ مسيرته الفنية سنة 1938. امتدت مسيرته الفنية لأكثر من 64 عاما.

## الأعمال
- الشيطان ودانييل وبستر
- جان دارك
- الحصى الحقيقي
- بوتش كاسيدي وساندانس كيد
- يا إلهي!
- كونان المدمر
- قبضة نجم الشمال : أسطورة المنقذ نهاية القرن
- السيمفونية الثانية
- بغداد

## روابط خارجية
- جيف كوري على موقع IMDb (الإنجليزية)
- جيف كوري على موقع الموسوعة البريطانية (الإنجليزية)
- جيف كوري على موقع ألو سيني (الفرنسية)
- جيف كوري على موقع تيرنر كلاسيك موفيز (الإنجليزية)
- جيف كوري على موقع أول موفي (الإنجليزية)
- جيف كوري على موقع قاعدة بيانات الأفلام السويدية (السويدية)
- جيف كوري على موقع إن إن دي بي (الإنجليزية)
- جيف كوري على موقع قاعدة بيانات الفيلم (الإنجليزية)
- جيف كوري على موقع كينوبويسك (الروسية)